# Pioche
Pour les articles homonymes, voir Pioche (homonymie).
Pour la ville américaine du Nevada, voir Pioche (Nevada).

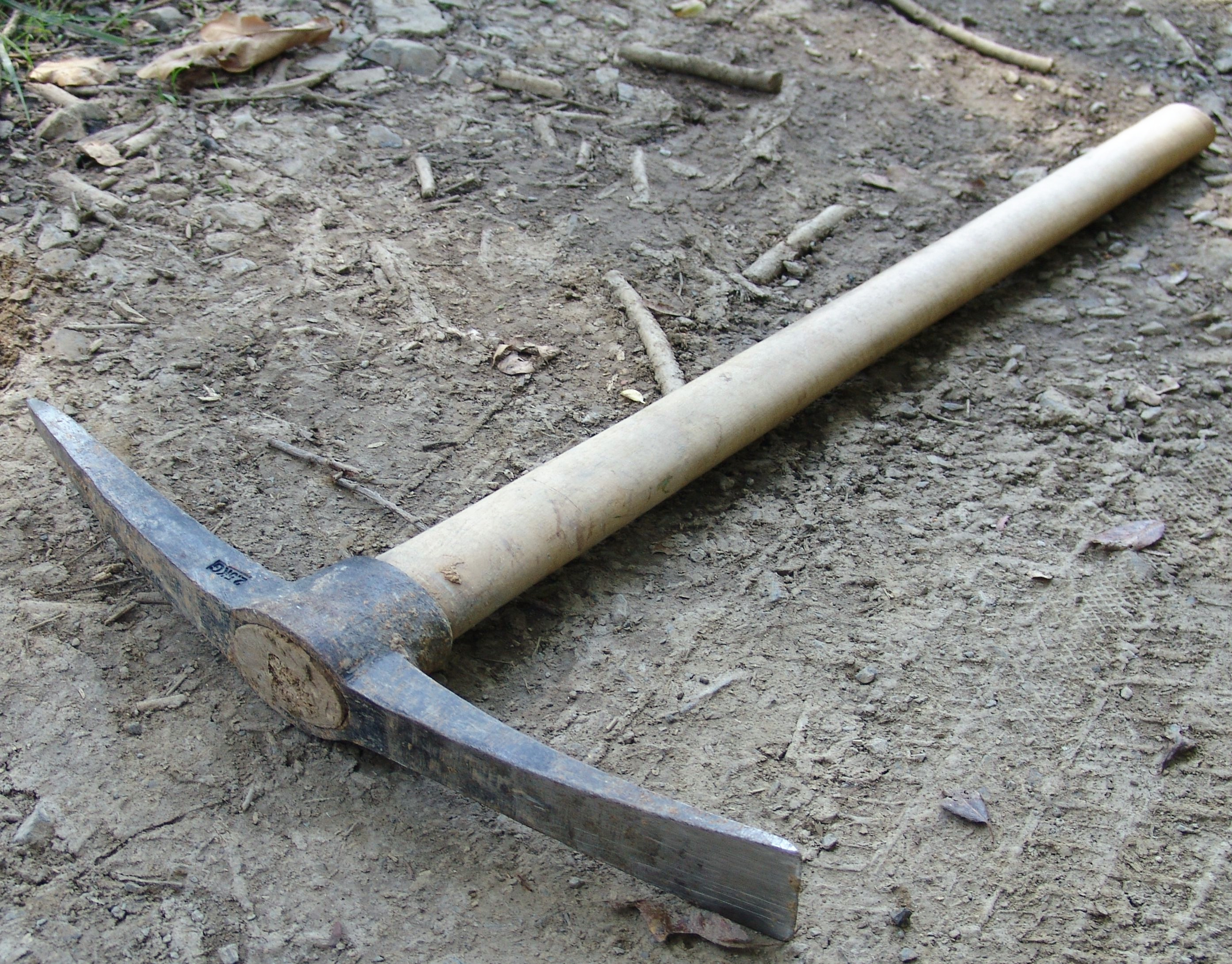
Pioche de terrassier.

La pioche est un outil composé de deux pièces : une pièce de travail en acier fixée par l'intermédiaire d'un œil à un manche en bois dur. La pièce de métal forme un angle d'environ 90° avec le manche.
C'est probablement l'un des plus vieux outils manufacturés du monde, aussi vieux que la connaissance du travail du fer.
Cet outil est destiné principalement aux travaux agricoles, de terrassement ou encore d'extraction dans les mines. La forme en est différente suivant les activités. Dans le vocabulaire populaire, concernant l'outil du mineur ou le terrassier, on utilise souvent alternativement et indifféremment le mot « pic » à la place du mot pioche.
Dans les fortifications, la pioche était un outil de base pour l'attaque et la défense des places fortes.

## Outil de terrassier
La forme est adaptée principalement au grignotage de terrains, voire de pierres.
La pièce métallique est utilisable des deux côtés. D'un côté, une forte pointe pour casser les éléments solides, de l'autre,  une lame mais de section rectangulaire se terminant par un tranchant et qui permet de travailler plus vite dans les terrains meubles.
Le maçon l'utilise ainsi que son équivalent de plus petite taille appelé le « piochon », ou « pic ».
Le piochon peut avoir deux parties rectangulaires orientés à angle droit, pour le travail de précision (notamment en archéologie).

## Outil de mine
Aussi appelé « rivelaine », il est considéré par les spécialistes davantage comme un pic que comme une pioche. C'est un outil à double pic dont les mineurs se servaient avant l'arrivée des marteaux-piqueurs pour préparer le travail de havage. Il servait à briser ou casser les pierres pour libérer l'espace de la mine par les mineurs.

## Outil de jardinage
Le terme « pioche » ou « piochon », utilisé communément pour le jardinage, le maraîchage, les travaux horticoles divers, voire les travaux agricoles, est en fait un substitut pour le terme plus technique et moins connu — mais utilisé assez systématiquement dans le commerce, même grand public et non spécialisé — de « serfouette » ou plus précisément la « serfouette tête et langue » (car il existe une « serfouette tête et fourche »). Le terme « pioche » ici désigne souvent un outil plus léger que celui du terrassier ou du mineur, et sans longue partie pointue type pic. Cette dernière est remplacée par une langue, pointue également, mais plate et moins longue.

## Calendrier républicain
La pioche voit son nom attribué au 10e jour du mois de frimaire du calendrier républicain, généralement chaque 30 novembre du calendrier grégorien.